# Propionsäurevinylester
Propionsäurevinylester ist eine chemische Verbindung aus der Gruppe der Propionsäureester.

## Gewinnung und Darstellung
Propionsäurevinylester kann aus Ethin und Propionsäure in der Gasphase mit Zinkpropionat auf Aktivkohle als Katalysator gewonnen werden.

## Eigenschaften
Propionsäurevinylester ist eine leichtentzündliche, flüchtige, farblose Flüssigkeit. Sie ist schwer löslich in Wasser und unbegrenzt löslich in Ethanol, allen gebräuchlichen Lösungsmitteln und pflanzlichen Ölen. Sie neigt zur Polymerisation und wird deshalb industriell mit Inhibitoren wie 4-Methoxyphenol im Bereich von etwa 100 ppm versetzt. Die Polymerisationswärme beträgt −86 kJ·mol−1 bzw. −859 kJ·kg−1.

## Verwendung
Propionsäurevinylester wird als Ausgangsstoff zur Herstellung von Homopolymeren sowie von Copolymeren mit Monomeren wie (Meth-)Acryl-Verbindungen, Vinylchlorid und anderen Vinylestern verwendet.

## Sicherheitshinweise
Die Dämpfe von Propionsäurevinylester können mit Luft ein explosionsfähiges Gemisch (Flammpunkt 1 °C, Zündtemperatur 385 °C) bilden. Propionsäurevinylester wird wie das Strukturverwandte Vinylacetat durch Esterasen rasch hydrolytisch zur jeweiligen Säure und Vinylalkohol gespalten welches dann weiter zu Acetaldehyd metabolisiert wird. 